# 海伊迪·勒克
海伊迪·勒克（挪威語：Heidi Løke，1982年12月12日—），挪威女子手球運動員，亦是挪威國家女子手球隊隊員，司職邊鋒。曾在2011年世界女子手球錦標賽為挪威隊奪得冠軍，同年更當選「國際手聯年度世界球員」（IHF World Player of the Year）。

## 生平
2012年，勒克代表挪威參加英國倫敦舉行的奥林匹克运动会女子手球比賽，助球隊成功衛冕。

## 家庭
兄長富兰克·勒克（Frank Løke）同為手球運動員，亦是挪威國家手球隊隊員；她自小已視兄長為偶像，並在9歲開始加入手球隊。
前夫Leif Gautestad为球隊教練，二人在2007年誕下一子Alexander；2010年離婚。目前的男朋友則是現任教練Karl Erik Bøhn。